# Amblygobius linki
Amblygobius linki är en fiskart som beskrevs av Herre 1927. Amblygobius linki ingår i släktet Amblygobius och familjen smörbultsfiskar. Inga underarter finns listade i Catalogue of Life.